# Discinesia
Discinesia (do grego, dys- distúrbio, e kinesia movimento) é um termo médico para os diversos tipos de movimentos musculares anormais, involuntários, excessivos, diminuídos ou ausentes. É um dos sintomas de diversos transtornos neurológicos ou podem ser causados por medicamentos.

## Classificação
Pelo tipo de movimento (kinesia) involuntário:
- Hipercinesia: Movimento excessivo
- Hipocinesia: Movimento reduzido
- Acinesia: Sem movimento voluntário
- Bradicinesia: Movimento muito lento
- Taquicinesia: Movimento muito rápido, balismo.

Pelo local afetado:
- Orofacial: Movimentos involuntários do rosto e boca ("caretas").
- Periféricos: Em braços, pernas e dedos.
- Focal: Em apenas um grupo de músculos.
- Generalizado: Em todo o corpo.
- Hemilateral: Em apenas uma metade do corpo.
- Bilateral: Em ambos lados.

## Tipos
As discinesias incluem::
- Coréia
- Distonia,
- Mioclonia,
- Tremor,
- Discinesia tardia,
- Discinesia paroxismal,
- Atetose,
- Hemibalismo,
- Acatisia,
- Tiques,
- Estereotipia,
- Pernas inquietas.

## Causas
Fármacos que tratam a doença de Parkinson e pelos antipsicóticos, com altas doses e uso prolongado causam discinesia tardia, mas o próprio mal de Parkinson causa discinesia, como tremores e movimentos lentos, sem medicamento. Discinesia por antipsicóticos antigos como haloperidol são mais comuns que pelos antipsicóticos atípicos, e são mais frequentes quando administrados em altas doses e intravenosamente.